# The Worth of Women
Il merito delle donne (em inglês: The Worth of Women) é um livro de Moderata Fonte publicado pela primeira vez postumamente em 1600. A obra é um diálogo entre sete mulheres venezianas que discutem o valor das mulheres e as diferenças entre os sexos em geral.

## Enredo
O livro retrata um diálogo entre sete nobres venezianas ao longo de dois dias. No primeiro dia, as mulheres debatem se os homens são bons ou maus e também discutem a dignidade da mulher. No segundo dia, eles discutem uma visão geral do conhecimento da história natural e da cultura, mas também retornam à discussão dos sexos. Ambos os dias também contêm críticas e discussões sobre casamento e dotes.

## Personagens
- Adriana - uma senhora viúva
- Virginia - jovem e solteira, filha de Adriana
- Leonora - uma jovem viúva
- Lucretia - uma senhora casada
- Cornelia - uma jovem casada
- Corinna - uma jovem "dimmessa" [nota 1]
- Helena - uma jovem, casada recentemente

## Desenvolvimento
De acordo com o biógrafo de Fonte, Fonte completou The Worth of Women pouco antes de sua morte em 1592. Uma das suas filhas afirmou que Fonte terminou The Worth of Women "no dia anterior à sua morte no parto".
The Worth of Women foi altamente influenciado por The Decameron, uma obra que Fonte frequentemente alude no texto. A obra também cita direta e indiretamente tanto o "Soneto 263" de Petrarca quanto o de Orlando Furioso. O estilo de diálogo foi influenciado por Baldassare Castiglione e Pietro Bembo.
Virginia Cox afirma que o trabalho foi influenciado pela economia em mudança da Itália no final do século XVI. Este período foi caracterizado por uma redução nas perspectivas de casamento para mulheres nobres venezianas, levando a um aumento no número de mulheres entrando nos conventos. No entanto, esse aumento no número de mulheres nos conventos fez com que se tornasse cada vez mais caro para as mulheres se tornarem freiras. Muitas famílias não conseguiram enviar suas filhas solteiras para conventos, o que levou ao que Cox descreve como a introdução da "figura praticamente sem precedentes da solteirona secular". Cox argumenta que esses números sem precedentes de "solteironas" e freiras forçaram as mulheres na Veneza do final do século XVI a se tornarem mais conscientes de sua vulnerabilidade e impotência e, assim, influenciaram os argumentos de Fonte em torno dos dotes femininos.

### Histórico de publicação
O livro foi publicado pela primeira vez em 1600. A primeira edição foi prefaciada por uma biografia de Fonte escrita por Giovanni Nicolò Doglioni. Não está claro quais, se houver, mudanças que Doglioni fez no texto antes de sua publicação. O texto vinha acompanhado de uma dedicatória da filha de Fonte, Cecilia Zorzi, a Livia della Rovera, que tinha 14 anos na época da publicação. O livro recebeu uma segunda impressão em 1603.
A tradução inglesa de Virginia Cox, The Worth of Women, foi publicada pela primeira vez pela University of Chicago Press em 1997. Em 2018, a University of Chicago Press publicou a tradução de Cox sob o título The Merits of Women . A edição de 2018 omitiu a maioria das notas de rodapé e apêndices acadêmicos publicados com a versão anterior, na tentativa de incentivar um público mais amplo a ler o texto. The Merits of Women também contou com uma introdução recém-traduzida de Dacia Mariani.

## Análise
Adriana Chemello, Prêmio Paola Malpezzi e Margaret King afirmaram que Corinna, de todas as mulheres no diálogo, é a que mais se aproxima de representar os pontos de vista e o caráter de Fonte.

### Comentário bíblico
Amanda W. Benckhuysen descreve Fonte como apresentando uma "leitura pró-Eva". Fonte reconhece que o homem (Adão) foi criado antes da mulher no cristianismo, mas afirma que isso apoia a superioridade das mulheres. Eva foi criada como ajudante de Adão, o que Fonte afirma demonstrar a incompletude e inferioridade dos homens. Ela também vê o pecado de Adão como sendo pior que o de Eva. Benckhuysen afirma assim que a hierarquia social que coloca os homens acima das mulheres não tem base na Bíblia.

### Amizade
Carolyn James afirma que a representação da amizade ideal de Fonte em The Worth of Women é ciceroniana. No entanto, James descobre que Fonte se afasta de Cícero ao afirmar que os homens, e não as mulheres, carecem de "amicitia", uma virtude essencial da amizade. Ao contrário de suas contemporâneas, Fonte apresenta a amizade como um fenômeno feminino.

## Recepção
O livro é visto como parte do renascimento "querelle des femmes".

## Adaptações
A adaptação do Teatro Kairos Italy fez sua estreia nos Estados Unidos na primavera de 2017 como parte do festival "La Serenissima" do Carnegie Hall. O texto foi traduzido por Virginia Cox e a produção foi dirigida por Jay Stern em colaboração com Laura Caparrotti. O show contou com música do compositor Erato Kremmyda e da letrista Maggie-Kate Coleman. O elenco era Carlotta Brentan, Laura Caparrotti, Tali Custer, Aileen Lanni, Marta Mondelli, Irene Turri e Annie Watkins. Em outubro de 2019, o teatro reencenou sua adaptação.